# Johan Kristoffersson
Pour les articles homonymes, voir Kristoffersson.
Johan David Kristoffersson, né le 6 décembre 1988 à Arvika, est un pilote automobile suédois. Il est 7 fois champion du monde de rallycross en 2017, 2018, 2020, 2021, 2022, 2023, 2024. Il possède le plus beau palmarès dans cette discipline à ce jour. Il est le fils de Tommy Kristoffersson (en), ancien pilote de rallycross. Il est le premier champion de l'histoire de Extreme E avec Molly Taylor en 2021 et rédite cette performance en 2023. Il est également double champion en Championnat scandinave des voitures de tourisme en 2012 et 2018.
Il devient en 2017 champion du monde de rallycross pour la première fois avec un record de sept victoires au cours de la saison, puis conserve son titre en 2018.

## Biographie

### Les débuts
Kristoffersson a concouru pour l'équipe de son père au Championnat junior de voitures de tourisme en 2008. Il a terminé quatrième du championnat, après avoir remporté deux courses au cours de la saison, dans une Volkswagen. KMS a également participé au Championnat scandinave des voitures de tourisme, qu'il a dû déplacer jusqu'en 2009. Il n'a pris aucun point dans la série principale, mais a terminé deuxième derrière Viktor Hallrup dans la Coupe Semcon , une coupe préparatoire privée. Au cours de la saison 2010, Kristoffersson n’a pas participé à toute la saison, mais a piloté pour le Team Biogas.se pendant trois week-ends de course.
En 2011, Kristoffersson a également conduit la saison en Porsche Carrera Cup Scandinavie , où il s'est battu pour le titre avec Robin Rudholm. Lors du dernier week-end de course, il avait de bonnes chances de remporter le titre, mais l'a perdu après avoir été pénalisé d'un faux départ lors de la première course. Kristofferson a remporté la deuxième course, mais Rudholm a fini deuxième et avait une trop grande avance dans le championnat du pilote.

### 2012: Champion en STCC, Superstars Series et Porsche Carrera Cup Scandinavie
Au cours de la saison 2012 , Kristoffersson a participé au Championnat italien de Touring Car, Superstars Series , pour Kristoffersson Motorsport sous le nom de Audi Sport KMS.  Il a remporté 3 titres en une seule année: Porsche Carrera Cup Scandinavia, STCC et Superstars Series dans les trois catégories (italien, international et Rookie).

### 2014-2015: Engagement en World RX

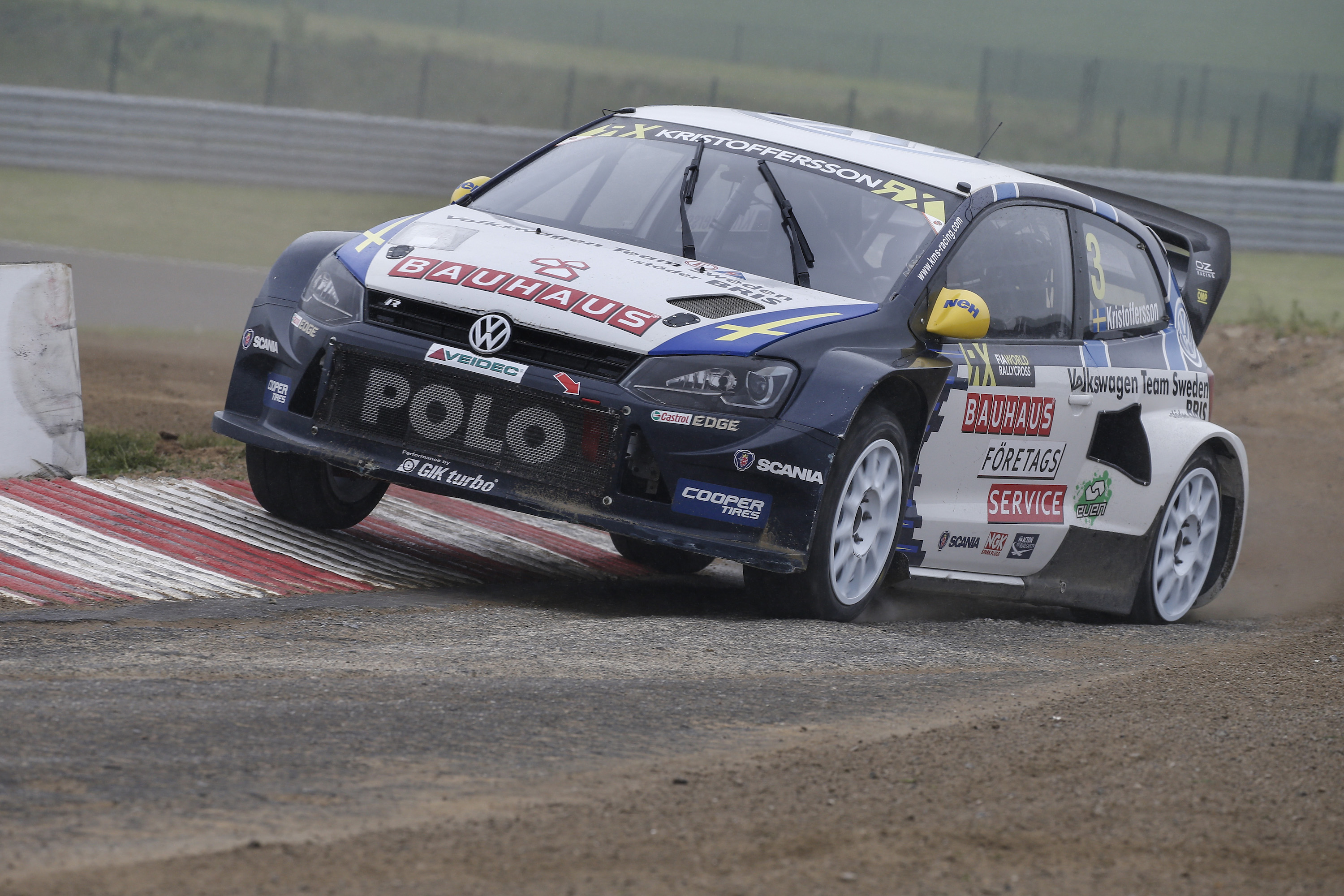
Kristoffersson au volant de Volkswagen Polo au Circuit de Mettet en 2015.

En 2014, il participait au Championnat du monde FIA de rallycross à temps partiel avec une Kristofferson Volkswagen Polo , terminant troisième en Belgique avant d'être Disqualifié.

### 2016: Vice champion en Rallycross
En 2016, KMS et Marklund ont fusionné leurs équipes d'usine Volkswagen qui ont arrêté leur programmes WRC fin 2016, pour devenir PSRX Volkswagen RX Team Sweden au volant d'une Polo. Il a remporté une victoire, trois podiums et neuf top six, et a été finaliste au classement général Supercars derrière Mattias Ekström .

### 2017: Champion du monde de Rallycross
Il remporte le championnat du monde de rallycross 2017 à deux épreuves de la fin du championnat lors de la manche lettone à Riga. Il remporte également après son titre les deux épreuves restantes et totalise à la fin de la saison 7 victoires en 12 manches.

### 2018: Double Champion World RX et STCC
Le 22 septembre 2018, Johan Kristoffersson devient pour la deuxième fois champion en championnat scandinave des voitures de tourisme, 6 ans après son premier titre. Une semaine plus tard, il est sacré une nouvelle fois champion du monde de rallycross, après une septième victoire d'affilée lors du World RX of USA. Il a ainsi survolé la saison 2018 et comme l'année précédente, le pilote suédois a été titré à deux épreuves de la fin du championnat.
Il remporte également Gymkhana grid face à Petter Solberg pour la deuxième année consécutive.

### 2019: Engagement en WTCR
Le 19 janvier 2019, Kristoffersson remporte la Race of Champions face à l'Allemagne (Sebastian Vettel et Mick Schumacher) par équipe avec Tom Kristensen.
À la suite du retrait de son écurie en rallycross, le suédois prend part à la saison 2019 de la coupe du monde des voitures de tourisme au sein du Sébastien Loeb Racing avec une Volkswagen Golf GTI TCR.

### 2020: Triple Champion de Rallycross
En 2020, Il revient dans le Championnat du monde de rallycross sur une Polo, lors de la dernière épreuvre à Barcelone. Il deviendra pour la 3e fois champion en Rallycross devant Mattias Ekström. Ce titre lui permet de dépasser Petter Solberg et devient recordman dans cette disciple.

### Championnat d'Extreme E
En 2021, Kristofferson a rejoint Rosberg X Racing en Extreme E, un championnat de SUV électrique pour la saison inaugurale et a piloté aux côtés de l'Australienne Molly Taylor. C'est au bout d'un suspense qu'ils remportent le championnat face au duo Sébastien Loeb et la pilote espagnole Cristina Gutiérrez de l'équipe X44, l'équipe de Lewis Hamilton. Car les deux équipes étaient à égalité de points, mais l'équipe de Kristofferson avait remporté 3 victoires contre 1.
Il a signé avec RXR pour le championnat en 2022 et pilotera cette fois avec sa compatriote suédoise Mikaela Åhlin-Kottulinsky. Ils ont remporté le 1er X-Prix de la saison à Neom, en Arabie Saoudite et le 3eme en Sardaigne, en Italie. Mais c'est bien l'équipe X44 qui remporte le titre et qui prennent leur revanche sur la saison dernière.

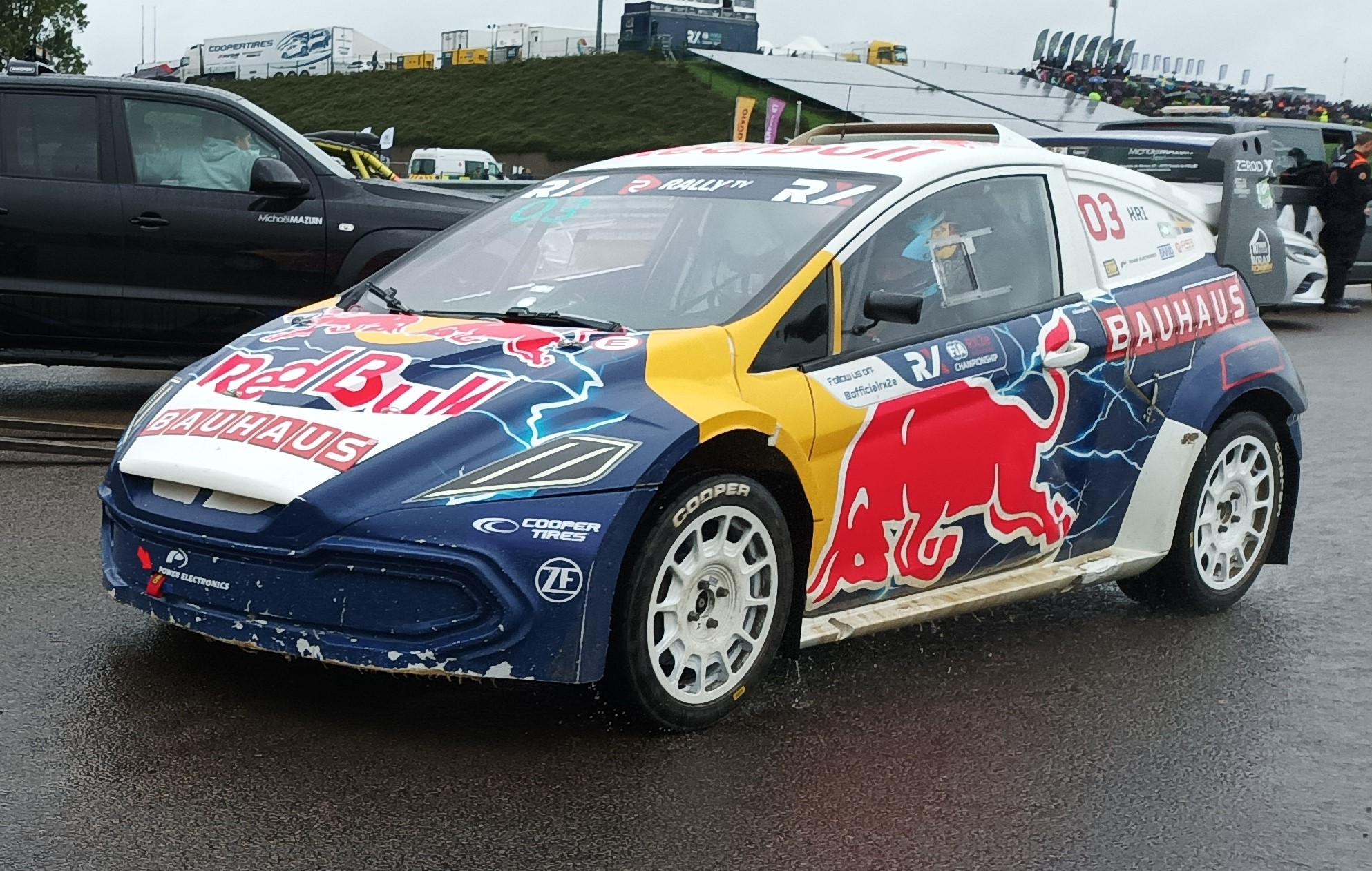
Johan Kristoffersson à Mettet lors d'une épreuve de Qualification en RX2e en 2023

## Résultats

### Championnat suédois des voitures de tourisme
(Les courses en gras indiquent la pole position) (Les courses en italiques indiquent le meilleur tour en course )
| Année | Équipe                    | Voiture             | 1        | 2        | 3        | 4        | 5         | 6         | 7        | 8        | 9        | 10       | 11       | 12       | 13        | 14       | 15        | 16       | 17       | 18       | DC  | Points |
| ----- | ------------------------- | ------------------- | -------- | -------- | -------- | -------- | --------- | --------- | -------- | -------- | -------- | -------- | -------- | -------- | --------- | -------- | --------- | -------- | -------- | -------- | --- | ------ |
| 2009  | Kristoffersson Motorsport | Audi A4             | MAN 1 10 | MAN 2 12 | KAR 1 12 | KAR 2 13 | GÖT 1 Ret | GÖT 2 DNS | KNU 1 14 | KNU 2 15 | FAL 1 10 | FAL 2 10 | KAR 1 11 | KAR 2 11 | VAL 1 Ret | VAL 2 16 | KNU 1 Ret | KNU 2 10 | MAN 1 12 | MAN 2 10 | 18e | 0      |
| 2010  | Team Biogas.se            | Volkswagen Scirocco | JYL 1    | JYL 2    | KNU 1    | KNU 2    | KAR 1     | KAR 2     | GÖT 1    | GÖT 2    | FAL 1    | FAL 2    | KAR 1    | KAR 2    | JYL 1 15  | JYL 2 15 | KNU 1 10  | KNU 2 13 | MAN 1 15 | MAN 2 11 | 15e | 3      |

### Championnat scandinave des voitures de tourisme
(Les courses en gras indiquent la pole position) (Les courses en italiques indiquent le meilleur tour en course )
| Année | Équipe                        | Voiture             | 1       | 2       | 3       | 4         | 5       | 6       | 7     | 8       | 9         | 10        | 11      | 12      | 13      | 14        | 15      | 16      | 17      | 18      | DC  | Points |
| ----- | ----------------------------- | ------------------- | ------- | ------- | ------- | --------- | ------- | ------- | ----- | ------- | --------- | --------- | ------- | ------- | ------- | --------- | ------- | ------- | ------- | ------- | --- | ------ |
| 2011  | Biogas.se                     | Volkswagen Scirocco | JYL 1   | JYL 2   | KNU 1   | KNU 2     | MAN 1   | MAN 2   | GÖT 1 | GÖT 2   | FAL 1 Ret | FAL 2 Ret | KAR 1 4 | KAR 2 7 | JYL 1 4 | JYL 2 4   | KNU 1 5 | KNU 2 3 | MAN 1 3 | MAN 2 9 | 10e | 84     |
| 2012  | Volkswagen Team Biogas        | Volkswagen Scirocco | MAN 1   | MAN 2 1 | KNU 1 2 | KNU 2 3   | STU 1 6 | STU 2   | MAN 1 | MAN 2 4 | ÖST 1 2   | ÖST 2 6   | JYL 1 3 | JYL 2 3 | KNU 1 4 | KNU 2 Ret | SOL 1   | SOL 2 1 |         |         | 1er | 264    |
| 2016  | PWR Racing - SEAT Dealer Team | SEAT León STCC      | SKÖ 1 4 | SKÖ 2 5 | MAN 1 3 | MAN 2 Ret | AND 1   | AND 2 3 | FAL 1 | FAL 2   | KAR 1     | KAR 2     | SOL 1   | SOL 2   | KNU 1   | KNU 2     |         |         |         |         | 3e* | 124*   |

* Saison en cours.

### International Superstars Series
(Les courses en gras indiquent la pole position) (Les courses en italiques indiquent le meilleur tour en course )
| Année | Équipe         | Voiture            | 1         | 2         | 3     | 4       | 5       | 6       | 7       | 8       | 9       | 10        | 11      | 12        | 13    | 14      | 15      | 16        | DC  | Points |
| ----- | -------------- | ------------------ | --------- | --------- | ----- | ------- | ------- | ------- | ------- | ------- | ------- | --------- | ------- | --------- | ----- | ------- | ------- | --------- | --- | ------ |
| 2012  | Audi Sport KMS | Audi RS5           | MNZ 1 5   | MNZ 2 Ret | IMO 1 | IMO 2 1 | DON 1 2 | DON 2 2 | MUG 1 4 | MUG 2 7 | HUN 1 5 | HUN 2 Ret | SPA 1 2 | SPA 2 Ret | VAL 1 | VAL 2 1 | PER 1 5 | PER 2 Ret | 1er | 185    |
| 2013  | Petri Corse    | Porsche Panamera S | MNZ 1 DNS | MNZ 2 DNS | BRN 1 | BRN 2   | SVK 1   | SVK 2   | ZOL 1   | ZOL 2   | ALG 1   | ALG 2     | DON 1   | DON 2     | IMO 1 | IMO 2   | VAL 1   | VAL 2     | NC  | 0      |

### Championnat d'Europe de rallycross

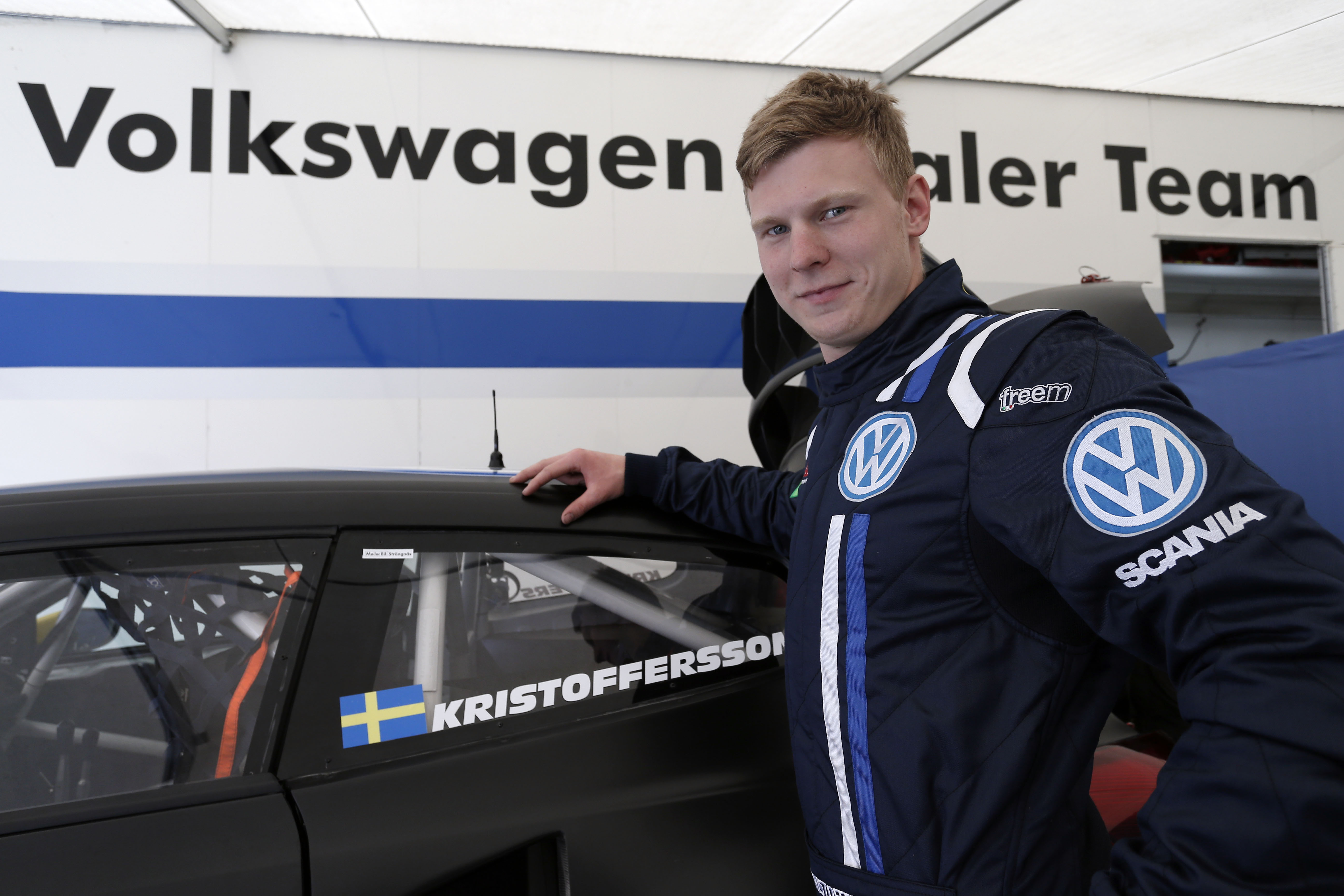
Johan Kristoffersson en 2013.

#### Supercar
| Année | Équipe                     | Voiture             | 1   | 2   | 3       | 4     | 5     | 6      | 7   | 8   | 9   | ERX | Points |
| ----- | -------------------------- | ------------------- | --- | --- | ------- | ----- | ----- | ------ | --- | --- | --- | --- | ------ |
| 2013  | Volkswagen Dealer Team KMS | Volkswagen Scirocco | GBR | POR | HUN     | FIN   | NOR   | SUE 10 | FRA | AUT | ALL | 28e | 11     |
| 2014  | Volkswagen Dealer Team KMS | Volkswagen Polo     | GBR | NOR | BEL DSQ | ALL 3 | ITA 1 |        |     |     |     | 8e  | 30     |

### Résultats en championnat de Rallycross
À l'issue du RX of USA 2018 :
- 2 titres de champion du monde
- 4 saison en World RX
- 51 départs en Grands Prix
- 1104 points marqués
- 18 victoires
- 27 podiums

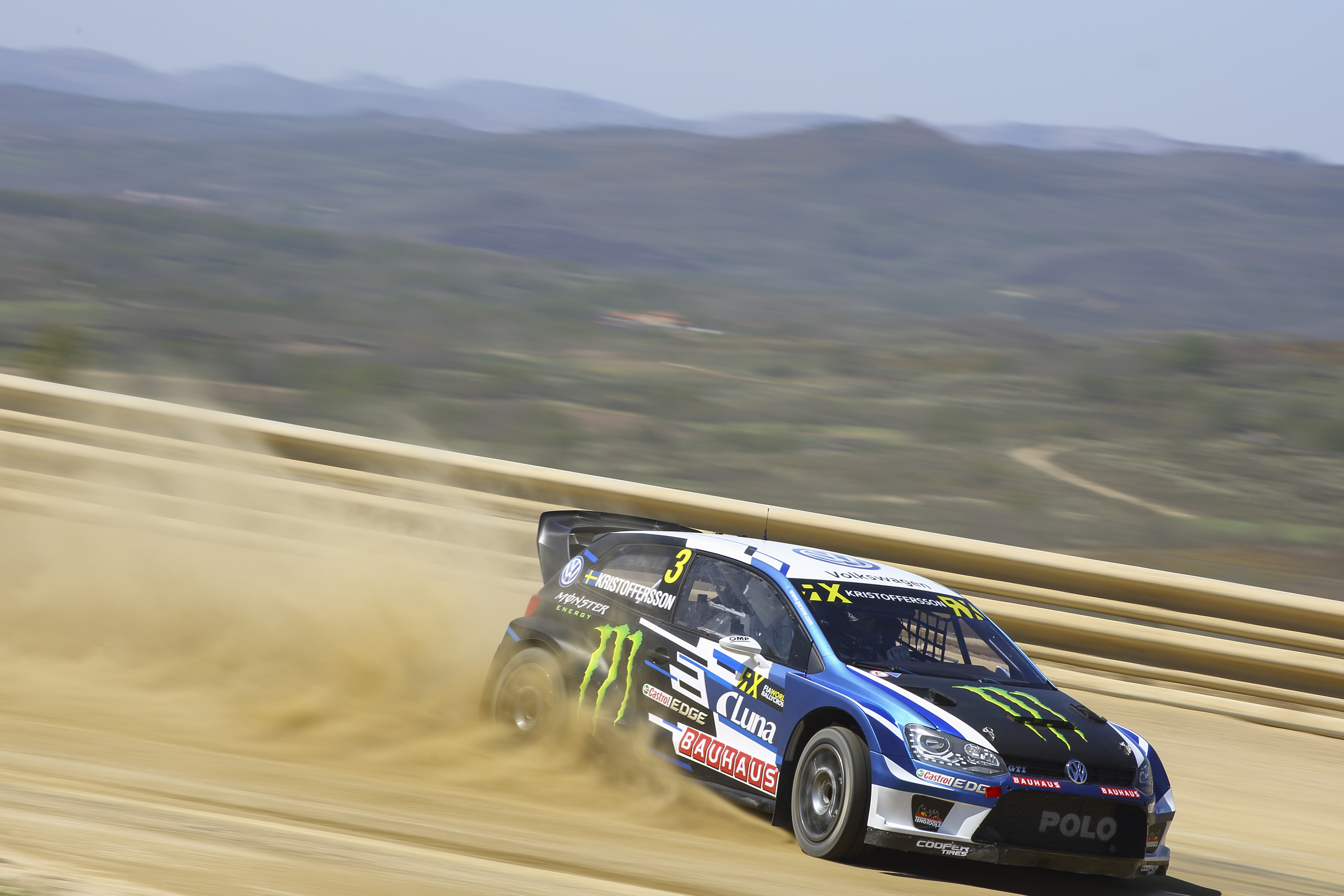
La Volkswagen Polo Supercar 2017 de Johan Kristoffersson.

- Débuts en Rallycross : le 5 juillet 2014 au World RX of Sweden, sur le Höljesbanan.
- Première victoire : le 26 avril 2015 au World RX of Portugal, sur le Pista Automóvel de Montalegre.

| Année | Équipe                     | Voiture                      | 1     | 2     | 3     | 4      | 5      | 6       | 7      | 8      | 9     | 10    | 11    | 12    | 13     | WRX | Points |
| ----- | -------------------------- | ---------------------------- | ----- | ----- | ----- | ------ | ------ | ------- | ------ | ------ | ----- | ----- | ----- | ----- | ------ | --- | ------ |
| 2014  | Volkswagen Dealer Team KMS | Volkswagen Polo              | POR   | GBR   | NOR   | FIN    | SUE 20 | BEL DSQ | CAN    | FRA    | ALL 8 | ITA 5 | TUR   | ARG   |        | 15e | 33     |
| 2015  | Volkswagen Team Sweden     | Volkswagen Polo              | POR 1 | HOC 8 | BEL 7 | GBR 3  | ALL 4  | SUE 7   | CAN 11 | NOR 10 | FRA 4 | BAR 2 | TUR 3 | ITA 2 | ARG 13 | 3e  | 234    |
| 2016  | Volkswagen RX Sweden       | Volkswagen Polo              | POR 6 | HOC 7 | BEL 6 | GBR 12 | NOR 7  | SUE 5   | CAN 3  | FRA 1  | BAR 6 | LET 5 | ALL 6 | ARG 2 |        | 2e  | 240    |
| 2017  | PSRX Volkswagen Sweden     | Volkswagen Polo GTI Supercar | BAR 6 | POR 3 | HOC 2 | BEL 1  | GBR 2  | NOR 1   | SUE 1  | CAN 1  | FRA 1 | LET 1 | ALL 7 | AFS 1 |        | 1er | 316    |
| 2018  | PSRX Volkswagen Sweden     | Volkswagen Polo R            | BAR 1 | POR 1 | BEL 5 | GBR 1  | NOR 1  | SUE 1   | CAN 1  | FRA 1  | LET 1 | USA 1 | ALL 1 | AFS 1 |        | 1er | 341    |

* Saison en cours

#### Records
- En 2018, il détient le record de 11 victoires sur une saison ;
- En 2018, il détient le record de la plus longue série de victoires consécutives avec 9 victoires.